# Mochizuki Shigeyoshi
Mochizuki Shigeyoshi (sinh ngày 9 tháng 7 năm 1973) là một cầu thủ bóng đá người Nhật Bản.

## Đội tuyển bóng đá quốc gia Nhật Bản
Mochizuki Shigeyoshi thi đấu cho đội tuyển bóng đá quốc gia Nhật Bản từ năm 1997 đến 2001.

## Thống kê sự nghiệp
| Đội tuyển bóng đá Nhật Bản | Đội tuyển bóng đá Nhật Bản | Đội tuyển bóng đá Nhật Bản |
| Năm                        | Trận                       | Bàn                        |
| -------------------------- | -------------------------- | -------------------------- |
| 1997                       | 2                          | 0                          |
| 1998                       | 1                          | 0                          |
| 1999                       | 2                          | 0                          |
| 2000                       | 9                          | 1                          |
| 2001                       | 1                          | 0                          |
| Tổng cộng                  | 15                         | 1                          |